# Tormentor (músico)
Bjørn Olav Telnes, más conocido como Tormentor (Geilo, Buskerud; 5 de junio de 1972), es un músico noruego de black metal. Es conocido por su trabajo como guitarrista en la banda noruega Gorgoroth.

## Biografía
Tormentor se unió a Gorgoroth en 1996, y participó como guitarrista y compositor en dos álbumes de, Destroyer (1998) e Incipit Satan (2000), ambos publicados por Nuclear Blast. Hizo los tour de la banda por Europa y América del Sur. Dejó la banda en 2002 debido a que no podía trabajar con el bajista King ov Hell, pero regresó para un concierto en Bergen (Noruega) en 2003. A finales de 2007, tras los conflictos internos en Gorgoroth, se produjo la salida de King ov Hell y el vocalista Gaahl. Infernus anunció entonces que Tormentor colaboraría con él en la preproducción del siguiente álbum de Gorgoroth, Quantos Possunt ad Satanitatem Trahunt. En septiembre de 2008, Tormentor se reunió oficialmente a Gorgoroth.
En 2002 Tormentor fue uno de los fundadores de la banda Orcustus, junto a Taipan e Infernus. El álbum debut fue publicado en 2009 por Southern Lord Records.

## Bandas
- Gorgoroth
- Orcustus
- Desekrator

## Discografía

### Gorgoroth
- Darkthrone Holy Darkthrone (Álbum tributo a Darkthrone) (Canción: "Slottet i det fjerne") (1998)
- Destroyer (1998)
- Incipit Satan (2000)
- Originators of the Northern Darkness - A Tribute to Mayhem (Álbum tributo a Mayhem) (Canción: "Life Eternal") (2001)[5]
- Quantos Possunt ad Satanitatem Trahunt

### Orcustus
- Demo 2002 (2002)
- World Dirtnap 7" (2003)
- Wrathrash 7" (2005)
- Orcustus (2009)

### Desekrator
- Demo (1997)[6]
- Metal for Demons (1998)
- Hot in the City/Overdose/Take Us to the Pub (3 x 7" vinilo) (1999)[7]

### Gaahlskagg
- Erotic Funeral Party I (Split conwith Stormfront) (1999)
- Erotic Funeral (2000)

### Norwegian Evil
- A Norwegian Hail to VON - doble EP con Amok, Taake y Urgehal) (2005)[8]